# Râul Linder
Linder (în partea superioară Neualmgrieß) este un mic râu de munte ce curge la sud-vest de Oberammergau, în Bavaria Superioară. El formează cursul inferior al râului Ammer, care se varsă apoi în Ammersee. 

## Geografie
Linder se formează la sud-vest de Castelul Linderhof, în apropiere de granița cu Austria, la confluența râurilor Fischbach și Neualmbach. După unirea celor două pâraie, Linder este alimentat de încă șapte izvoare. El curge spre nord-est prin valea Graswang și trece pe sub drumul din fața Castelului Linderhof. În continuare, apa râului Linder se infiltrează în sol și apare la est de Graswang, în Weidmoos. El poartă de acolo numele Ammer.

## Afluenți
- Fischbach (în stânga izvorului)
- Neualmbach (în dreapta izvorului)

- Hochries (dreapta)
- Lotterslahne (dreapta)
- Spitzgraben (dreapta)
- Hundsfällgraben (stânga)
- Sägertalbach (stânga)
- Martinsgraben (stânga)
- Höllgraben (dreapta)
- Elmaubach (dreapta)
- Karlegraben (dreapta)
- Kühalpenbach (dreapta)

## Imagini

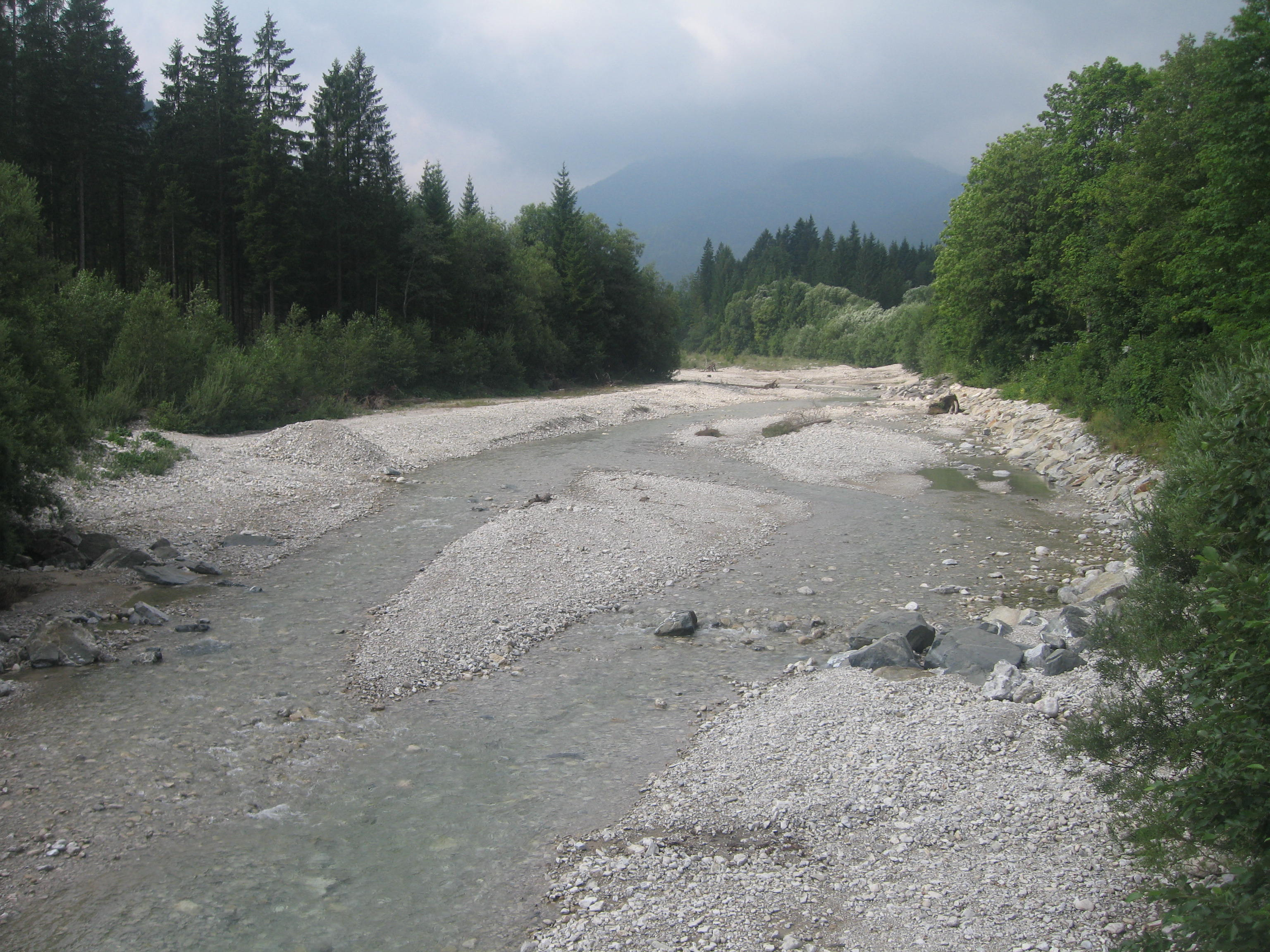
Linder în apropiere de Castelul Linderhof
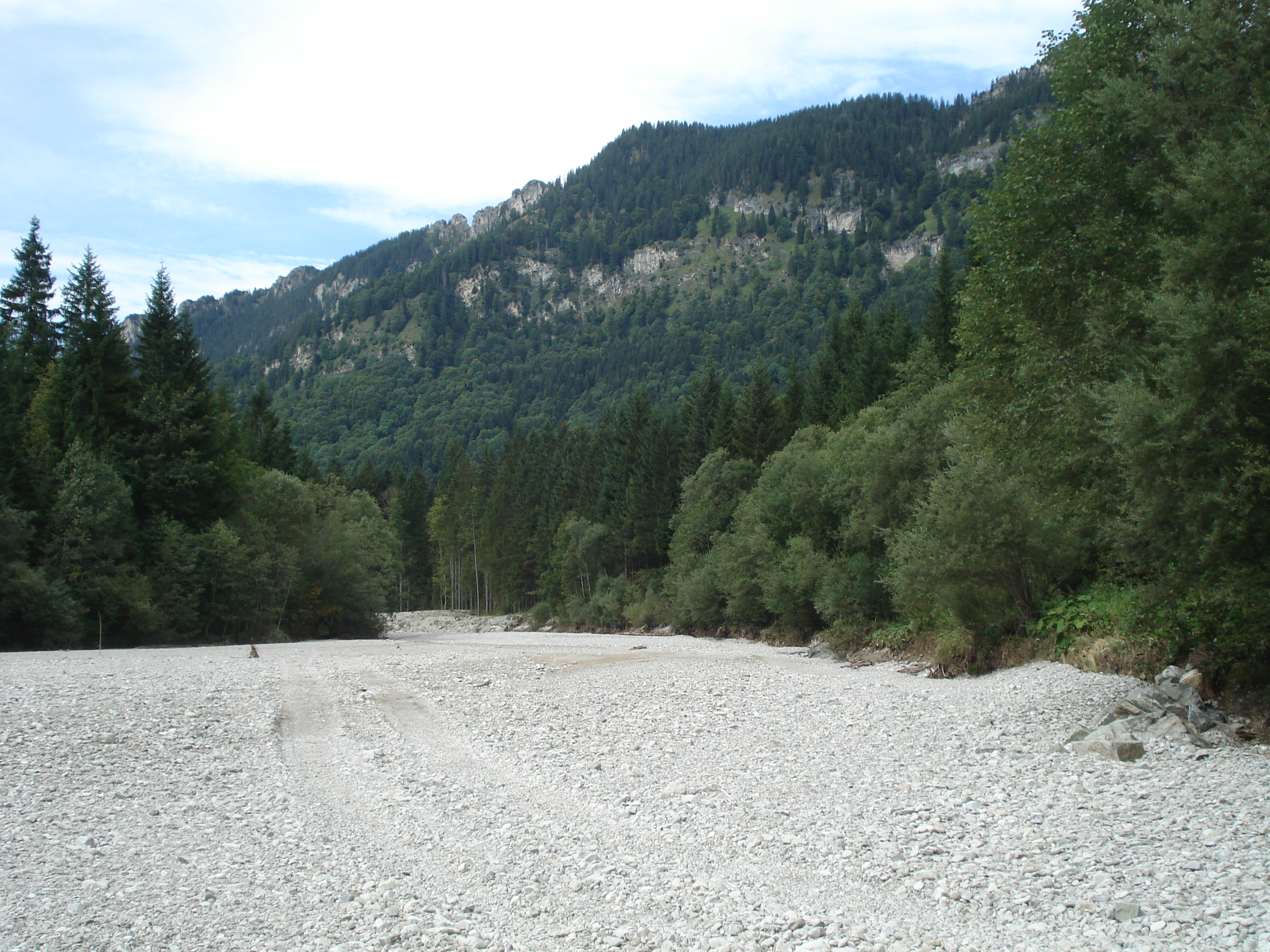
Albia uscată a râului Linder la est de Graswang, înainte de vărsarea în Ammer.
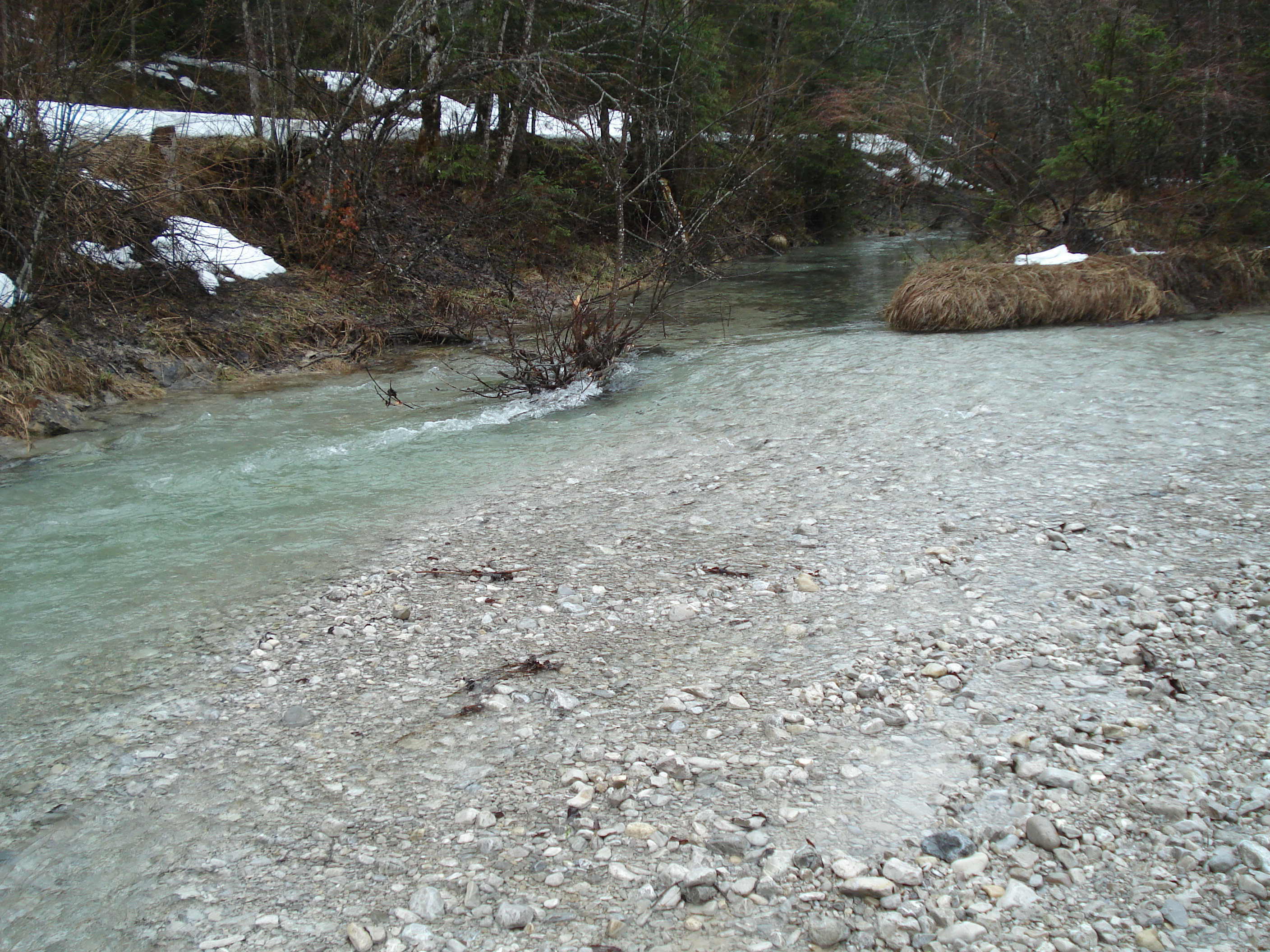
Linder (la stânga) la vărsarea în Großen Ammerquellen (în spate); el poartă de acolo numele Ammer